# Dutch MTV Awards
De Dutch MTV Awards zijn Nederlandse publieksprijzen voor muzikanten. Deze werden in 2011 voor het eerst uitgereikt door MTV. Het publiek kan kiezen uit genomineerden. Met het winnen van deze prijs gaat de winnaar door naar de verkiezing van Best European Act van de MTV Europe Music Awards. 
De show rond de Dutch MTV Awards-uitreiking is ontstaan nadat het Nederlandse TMF van de televisie verdween waardoor de TMF Awards niet meer werden uitgereikt.

## Editie 2011
De eerste editie van de Dutch MTV Awards werd op 13 oktober 2011 uitgereikt in de Duif in Amsterdam. De genomineerden voor de titel Best Dutch Act waren Afrojack, Baskerville, Ben Saunders, De Jeugd van Tegenwoordig en Go Back to the Zoo. Ben Saunders won de prijs. VJ's Tess Milne en Nadia Poeschmann presenteerden de show en de genomineerde traden ook op. Dem Slackers verzorgde de afterparty.